# トチ・チュクアニ
トチ・フィル・チュクアニ（Tochi Phil Chukwuani, 2003年3月24日 - ）は、デンマーク・デンマーク首都地域ビズオウア出身のサッカー選手。リンビーBK所属。ポジションはMF。

## クラブ経歴
2019年7月に16歳でFCノアシェランのトップチームに昇格。同時に2022年までの契約を締結。9月22日のオールボーBK戦で、デンマーク・スーペルリーガ史上6番目の若さでプロデビュー。2020年7月17日のFCミッティラン戦でプロ初ゴールを記録。翌2020-21シーズン以降出場機会が増え、同シーズンはリーグ戦26試合2ゴールを記録した。
2022年8月31日、リンビーBKに2年契約で移籍した。

## 代表経歴
プロデビュー前の2018年から、ユース世代のデンマーク代表に招集されている。

## 人物
- 両親はナイジェリア出身で、同国の国籍も所有している。
- 2019年にプロデビューしたチュクアニだが、2017年に14歳でトップチームの練習に招集された経験を持つ[要出典]。